# Meurtres à la cathédrale
 (septembre 2023).
- Si vous ne connaissez pas le sujet, laissez ce bandeau (vous pouvez alors contacter les auteurs).
- Si vous supprimez le contenu mis en cause (vous pouvez préalablement contacter les auteurs),

argumentez précisément cette suppression dans la page de discussion
(un manque de référence n'est pas un argument ; une recherche réelle de référence doit avoir été effectuée, être formellement documentée).
Meurtres à la cathédrale est un roman policier historique écrit par Martine Pouchain, paru en octobre 2000 aux éditions Folio Junior et se déroulant à Amiens, ville dont l'auteur est originaire.

## Histoire
Cadre : Amiens, décembre 1244.

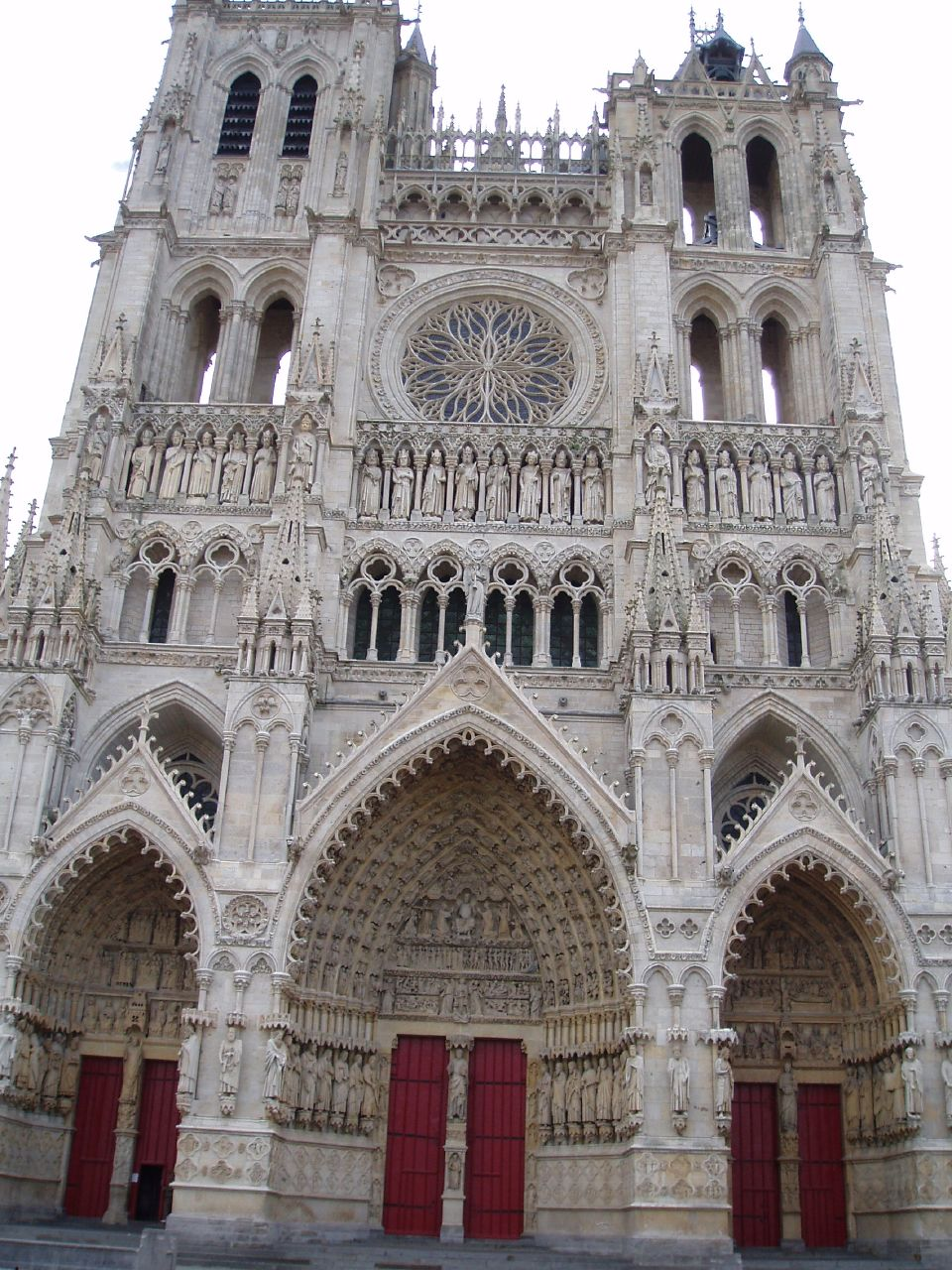
La façade occidentale de la cathédrale d'Amiens

Autour du chantier de la cathédrale, plusieurs faits étranges vont se succéder : une troupe de saltimbanques s'est installée, un accident se produit sur le chantier, un homme disparaît puis un meurtre est commis...

## Personnages

### Amaury

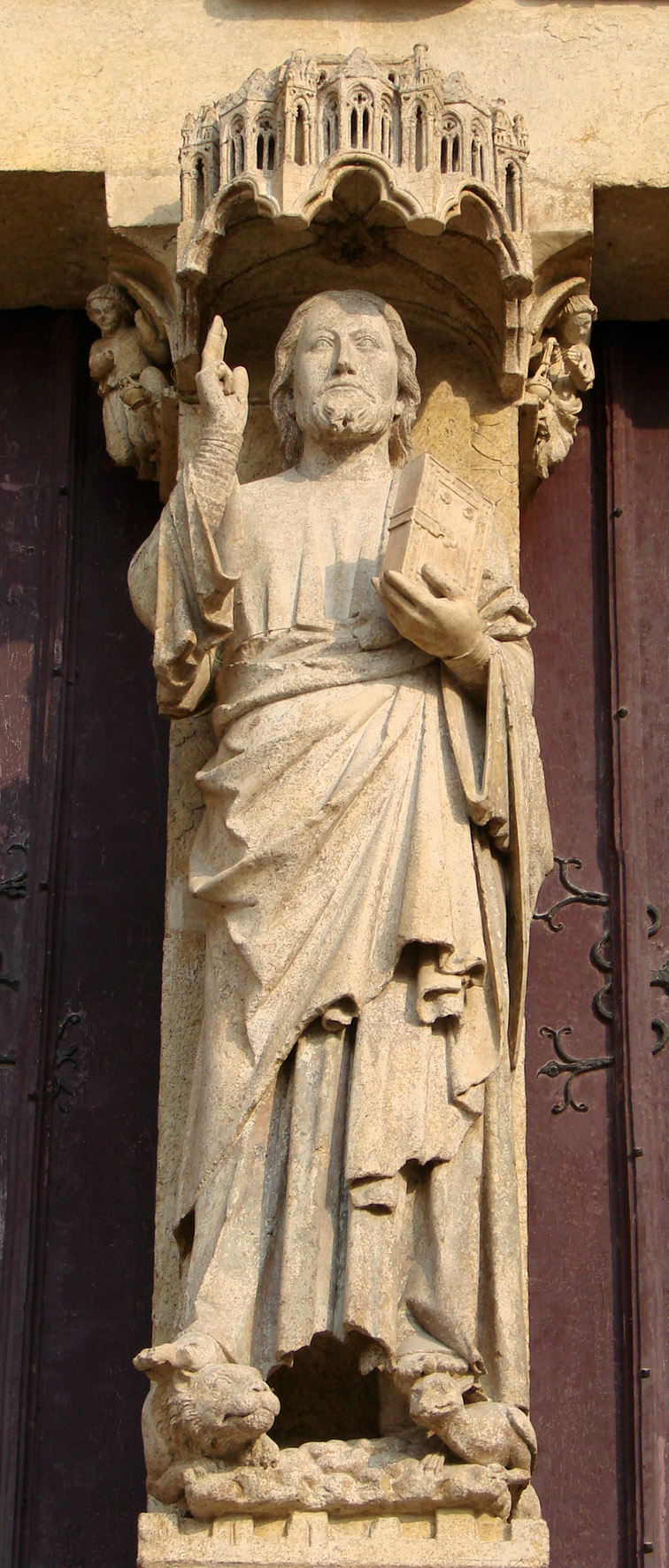
La statue du "Beau Dieu"

Amaury Lasnier est le personnage principal. Tailleur de pierre sur le chantier de la cathédrale d'Amiens, il se voit attribuer l'honneur de sculpter la statue de Jésus-Christ pour le portail central. Intrigué par l'accident sur le chantier et par les faits étranges survenus en ville, il se met à enquêter en suivant de douteux personnages, quitte à se faire remarquer par les autorités chargées de la véritable enquête. Il fera la rencontre de la jeune et belle Lisa, faisant partie de la troupe de saltimbanques installée en ville. À la recherche d'un modèle pour la statue qu'il doit sculpter, il rencontre un étrange personnage qui vient lui rendre visite nuitamment chez lui, disparaît comme par enchantement en ville et semble savoir beaucoup de choses sur les événements en ville.
Il est très curieux, vif et très intelligent.

### Grégoire de Croy
Échevin d'Amiens (adjuvant : soutien Amaury ; il a confiance en lui).

### Chanoine Clari
Chanoine Clari est l'officiel chargé de juridiction par l'évêque.

### Hugues de Cressy
Hugues de Cressy est un noble mort pendant les croisades dont l’identité a été prise par Raymond Beauford, lui-même amoureux d'Adèle et complice avec son serviteur Jacques.

### Adèle Picquet
Jeune fille de Françoise et Gaultier Picquet, bourgeois d'Amiens cherchant à marier leur fille contre son gré à Hugues de Cressy. Elle s'enfuira de sa maison, ce qui ajoutera à la confusion après les diverses disparitions en ville.